# Associação Cultural Amigos do Samba
A Associação Cultural Amigos do Samba (ACAS) foi uma liga de carnaval que organizou o desfile das escolas de samba da Série E realizados na Estrada Intendente Magalhães, na cidade do Rio de Janeiro.
A ACAS foi criada visando alcançar melhor atendimento às agremiações da Série E do Carnaval Carioca. Dessa forma, haverá exclusividade a tais agremiações através da busca de mecanismos financeiros com maior foco e importância a todas as escolas que integram o grupo.
A administração da Série E pela ACAS surgiu através de uma decisão conjunta com a LIESB, em junho de 2018, com a realização de uma plenária. O objetivo da ação foi a busca de um maior apoio financeiro para as escolas integrantes do grupo. mas não durou muito tempo, retornando a LIESB, no carnaval 2020.

## Presidentes
| #  | Nome          | Início | Término |
| 1º | Gilberto Leão | 2017   | 2019    |